# Dobšice (ort i Tjeckien, Södra Böhmen)
Dobšice är en ort i Tjeckien.   Den ligger i regionen Södra Böhmen, i den centrala delen av landet, 100 km söder om huvudstaden Prag. Dobšice ligger 484 meter över havet och antalet invånare är 112.
Terrängen runt Dobšice är huvudsakligen platt. Dobšice ligger uppe på en höjd.Runt Dobšice är det ganska glesbefolkat, med 38 invånare per kvadratkilometer. Närmaste större samhälle är Týn nad Vltavou, 4,7 km väster om Dobšice. Trakten runt Dobšice består till största delen av jordbruksmark.